# Rajella caudaspinosa
Rajella caudaspinosa és una espècie de peix de la família dels raids i de l'ordre dels raïformes.

## Morfologia
- Els mascles poden assolir 32 cm de longitud total.[5][6]

## Reproducció
És ovípar i les femelles ponen càpsules d'ous, les quals presenten com unes banyes a la closca.

## Alimentació
Menja Mysidacea i poliquets.

## Hàbitat
És un peix marí i d'aigües profundes (27°S-40°S) que viu entre 310–718 m de fondària.

## Distribució geogràfica
Es troba a l'oceà Atlàntic sud-oriental: des de Lüderitz (Namíbia) fins a Sud-àfrica.

## Observacions
És inofensiu per als humans.